# Łęgoń (dopływ Odry koło Grzegorzowic)
Łęgoń (niem. Längenbach, Lengon) – niewielka struga w Polsce, w województwie śląskim, w powiecie raciborskim. Prawostronny dopływ Odry.
Swoje źródło ma w raciborskiej dzielnicy Obora, na skraju Arboretum Bramy Morawskiej. Następnie przepływa przez dzielnicę Markowice i wkracza do gminy Nędza, gdzie przepływa przez zachodnią część rezerwatu przyrody Łężczok (w jego południowej części stanowi granicę pomiędzy Raciborzem a gminą Nędza), wieś Ciechowice i niedaleko wsi Grzegorzowice uchodzi do Odry, jako jej prawy dopływ. Końcowy odcinek strugi stanowi granicę pomiędzy gminą Nędza a gminą Kuźnia Raciborska. Do Łęgonia wpływa struga Żabnica, potok Suminka (prawobrzeżny) oraz kilkanaście innych cieków wodnych.
Pierwotnie występował pod nazwą Łeńgoń. Nazwę Łęgoń wprowadzono urzędowo w 1951 roku.
Dolny bieg Łęgonia został uregulowany, prace regulacyjne (kosztem 6 tys. złotych) prowadzono już w latach 20. XX w. Przy ujściu zainstalowano przepompownię wody.
Z Łęgoniem związana jest legenda o rezydującym w nim utopcu, który wypatrywał okazji by wciągnąć kogoś pod wodę lub chociaż go przestraszyć.